# ニール・コッツ
ニール・ジェームズ・コッツ（Neal James Cotts, 1980年3月25日 - ）は、アメリカ合衆国・イリノイ州セントクレア郡レバノン出身のプロ野球選手（投手）。左投左打。MLB・ワシントン・ナショナルズ傘下所属。

## 経歴

### プロ入りとアスレチックス傘下時代
2001年のMLBドラフト2巡目（全体69位）でオークランド・アスレチックスから指名を受け、6月13日に入団。

### ホワイトソックス時代
2002年12月16日にキース・フォーク、マーク・ジョンソンらとのトレードで、ビリー・コッチらと共にシカゴ・ホワイトソックスへ移籍した。
2003年8月12日のアナハイム・エンゼルス戦でメジャーデビューを果たした。2003年は先発投手として4試合に登板したが、13.1イニングで17個の四球を出してしまうなど、制球力の悪さが目に付いた。
2004年からはリリーフ投手として登板。制球力の悪さはそれほど目に付かなくなったが、65.1イニングで13被本塁打。特にランナーがいる場面で弱く、32.2イニングで8被本塁打を浴びている。
2005年好調を維持し、防御率1.94を記録するなど、大活躍した。特に後半戦は防御率0.70と、殆ど失点を許さなかった。
2006年は、8月・9月共に月間防御率が10.00を超えるなど、不安定な投球がぶり返してしまった。

### カブス時代
2006年11月16日にカルロス・バスケス、デビッド・アーズマとのトレードで、シカゴ・カブスへ移籍した。
2009年7月にトミー・ジョン手術を行った。12月12日にFAとなった。

### パイレーツ傘下時代
2009年12月31日にピッツバーグ・パイレーツとマイナー契約を結んだ。
2010年は前年の手術のリハビリで全休し、9月17日に放出される。

### ヤンキース傘下時代
2010年11月22日にニューヨーク・ヤンキースとマイナー契約を結び、スプリングトレーニングへの参加が決定する。しかし、フィジカルチェックに引っ掛かり、2月16日に自由契約となる。

### レンジャーズ時代
2012年2月20日にテキサス・レンジャーズとマイナー契約を結んだ。6月11日に故障から復帰し、AAA級ラウンドロック・エクスプレスで25試合に登板。2勝1敗3セーブ・防御率4.55だった。11月12日にマイナー契約で再契約した。
2013年もAAA級ラウンドロックで開幕を迎えたが、5月21日にメジャーに昇格。その後は左のリリーフとして53試合に登板し、8勝3敗1セーブ・防御率1.11・65奪三振の成績を残した。
2014年1月15日にレンジャーズと1年契約を結んだ。この年は73試合に登板して2勝9敗2セーブ・防御率4.32・63奪三振の成績を残した。

### ブルワーズ時代
2015年1月29日にミルウォーキー・ブルワーズと1年300万ドルで契約を結んだ。ここではリリーフで51試合に登板し、防御率3.26・投球イニングとほぼ同等の49奪三振を記録した。

### ツインズ時代
2015年8月21日に後日発表選手とのトレードで、ミネソタ・ツインズへ移籍した。ツインズ移籍後は17試合でマウンドに登ったが、防御率は移籍前よりも悪化して3.95だった。2チーム計の成績は、68試合に登板して防御率3.41・1勝0敗・22四球・58奪三振だった。同年11月2日にFAとなった。

### ツインズ退団後
2016年2月27日、ヒューストン・アストロズとマイナー契約を結び、スプリングトレーニングに参加したが、3月25日に自由契約となった。4月7日にロサンゼルス・エンゼルスとマイナー契約を結んだが、5月18日に自由契約となった。5月21日にヤンキースとマイナー契約を結んだが、6月13日に自由契約となった。6月21日にレンジャーズとマイナー契約を結んだが、11月7日にFAとなった。

### ナショナルズ傘下時代
2017年2月11日、ワシントン・ナショナルズとマイナー契約を結び、同年のスプリングトレーニングに招待選手として参加することになった。

## 詳細情報

### 年度別投手成績
| 年 度     | 球 団     | 登 板 | 先 発 | 完 投 | 完 封 | 無 四 球 | 勝 利 | 敗 戦 | セ 丨 ブ | ホ 丨 ル ド | 勝 率 | 打 者 | 投 球 回 | 被 安 打 | 被 本 塁 打 | 与 四 球 | 敬 遠 | 与 死 球 | 奪 三 振 | 暴 投 | ボ 丨 ク | 失 点 | 自 責 点 | 防 御 率 | W H I P |
| --------- | --------- | ----- | ----- | ----- | ----- | -------- | ----- | ----- | -------- | ----------- | ----- | ----- | -------- | -------- | ----------- | -------- | ----- | -------- | -------- | ----- | -------- | ----- | -------- | -------- | ------- |
| 2003      | CWS       | 4     | 4     | 0     | 0     | 0        | 1     | 1     | 0        | 0           | .500  | 69    | 13.1     | 15       | 1           | 17       | 0     | 0        | 10       | 0     | 0        | 12    | 12       | 8.10     | 2.40    |
| 2004      | CWS       | 56    | 1     | 0     | 0     | 0        | 4     | 4     | 0        | 4           | .500  | 281   | 65.1     | 61       | 13          | 30       | 2     | 3        | 58       | 8     | 0        | 45    | 41       | 5.65     | 1.39    |
| 2005      | CWS       | 69    | 0     | 0     | 0     | 0        | 4     | 0     | 0        | 13          | 1.000 | 248   | 60.1     | 38       | 1           | 29       | 5     | 4        | 58       | 3     | 0        | 16    | 13       | 1.94     | 1.11    |
| 2006      | CWS       | 70    | 0     | 0     | 0     | 0        | 1     | 2     | 1        | 14          | .333  | 251   | 54.0     | 64       | 12          | 24       | 6     | 3        | 43       | 3     | 0        | 33    | 31       | 5.17     | 1.63    |
| 2007      | CHC       | 16    | 0     | 0     | 0     | 0        | 0     | 1     | 0        | 2           | .000  | 76    | 16.2     | 15       | 1           | 9        | 0     | 3        | 14       | 0     | 0        | 9     | 9        | 4.86     | 1.44    |
| 2008      | CHC       | 50    | 0     | 0     | 0     | 0        | 0     | 2     | 0        | 9           | .000  | 160   | 35.2     | 38       | 7           | 13       | 2     | 1        | 43       | 3     | 0        | 18    | 17       | 4.29     | 1.43    |
| 2009      | CHC       | 19    | 0     | 0     | 0     | 0        | 0     | 2     | 0        | 2           | .000  | 55    | 11.0     | 14       | 3           | 9        | 0     | 1        | 9        | 0     | 0        | 9     | 9        | 7.36     | 2.09    |
| 2013      | TEX       | 58    | 0     | 0     | 0     | 0        | 8     | 3     | 1        | 11          | .727  | 223   | 57.0     | 36       | 2           | 18       | 1     | 0        | 65       | 3     | 0        | 8     | 7        | 1.11     | 0.95    |
| 2014      | TEX       | 73    | 0     | 0     | 0     | 0        | 2     | 9     | 2        | 19          | .182  | 286   | 66.2     | 66       | 6           | 23       | 3     | 3        | 63       | 4     | 2        | 33    | 32       | 4.32     | 1.34    |
| 2015      | MIL       | 51    | 0     | 0     | 0     | 0        | 1     | 0     | 0        | 4           | 1.000 | 209   | 49.2     | 44       | 9           | 17       | 2     | 3        | 49       | 2     | 0        | 18    | 18       | 3.26     | 1.23    |
| 2015      | MIN       | 17    | 0     | 0     | 0     | 0        | 0     | 0     | 0        | 2           | ----  | 60    | 13.2     | 14       | 3           | 5        | 0     | 1        | 9        | 0     | 0        | 8     | 6        | 3.95     | 1.39    |
| '15計     | MIN       | 68    | 0     | 0     | 0     | 0        | 1     | 0     | 0        | 6           | 1.000 | 269   | 63.1     | 58       | 12          | 22       | 2     | 4        | 58       | 2     | 0        | 26    | 24       | 3.41     | 1.26    |
| MLB：10年 | MLB：10年 | 483   | 5     | 0     | 0     | 0        | 21    | 24    | 4        | 80          | .467  | 1918  | 443.1    | 405      | 58          | 194      | 21    | 22       | 421      | 26    | 2        | 208   | 195      | 3.96     | 1.35    |

- 2018年度シーズン終了時

### 背番号
- 38（2003年）
- 46（2004年 - 2006年）
- 48（2007年 - 2009年、2015年 - 同年8月20日）
- 56（2013年 - 2014年）
- 55（2015年8月21日 - 同年終了）